# Deduzione fiscale
Nella scienza delle finanze, in materia di tassazione, si definisce onere deducibile un importo che è possibile sottrarre dal reddito complessivo al fine di determinare la base imponibile.
La detrazione agisce invece riducendo l'imposta lorda.